# يو إف سي 192
يو إف سي 192: كورمييه ضد جوستافسون (بالإنجليزية: UFC 192: Cormier vs. Gustafsson)‏ هو حدث لفنون القتال المختلطة نظمته يو إف سي، أُقيم في 3 أكتوبر 2015، على تويوتا سنتر في هيوستن، تكساس، الولايات المتحدة.